# Bungoma (distrikt)
Bungoma var ett av Kenyas 71 administrativa distrikt, och ligger i provinsen Västprovinsen. År 1999 hade distriktet 876 491 invånare. Huvudorten är Bungoma. Bland andra orter finns Chepkoya, Misikhu och Kimilili. Sedan omkring 2010 är området en del av Bungoma County